# Dirk Medved
Dirk Medved (* 15. září 1968, Genk, Belgie) je bývalý belgický fotbalový obránce a reprezentant. Účastník Mistrovství světa 1994 v USA.

## Klubová kariéra
Hrál profesionálně pouze v Belgii, postupně za Waterschei, KRC Genk, KAA Gent, Club Brugge a Standard Lutych. Nejúspěšnější období zažil v Bruggách, vyhrál zde belgický titul, belgický pohár i Superpohár.

## Reprezentační kariéra
Dirk Medved působil v mládežnických reprezentacích Belgie U16 a U21.
V A-mužstvu Belgie debutoval 11. září 1991 v utkání proti národnímu týmu Lucemburska (výhra 2:0). Celkem odehrál v národním týmu 26 utkání a gól nevstřelil (dle Belgické fotbalové asociace jednou skóroval v utkání 15. listopadu 1995 proti Kypru, remíza 1:1. Jedná se zřejmě o chybu, jako první belgický střelec je uveden Gilles De Bilde).
Zúčastnil se Mistrovství světa ve fotbale 1994 v USA, kde Belgie vypadla v osmifinále s Německem po prohře 2:3.